# Метод потенциалов
Метод потенциалов является модификацией симплекс-метода решения задачи линейного программирования применительно к транспортной задаче. Он позволяет, отправляясь от некоторого допустимого решения, получить оптимальное решение за конечное число итераций.

## Формулировка транспортной задачи
Существует два вида постановки — матричная и сетевая.
В матричной постановке провоз разрешается только от производителя к потребителю.
В сетевой постановке провоз может осуществляться в любом направлении (пункты могут быть транзитными).
Пусть {\displaystyle M} — пункты производства/потребления, {\displaystyle N} — дуги перевозок, {\displaystyle C[N]} — цены провоза по дугам {\displaystyle N}, {\displaystyle N_{B}} — набор базисных столбцов.
Задача формулируется как 
найти {\displaystyle min(C[N]x[N])}
при условиях {\displaystyle A[M,N]x[N]=b[M]}
где {\displaystyle C[N]} — стоимости провоза по дугам, {\displaystyle b[M]} — производство (+) / потребление (-)
{\displaystyle x[N]} — решение
Матрица ограничений транспортной задачи состоит из столбцов {\displaystyle A[M,N]}, содержащих всего два ненулевых элемента — +1 для производителя и −1 для потребителя .
Замечание: Вообще говоря, любая квадратная подматрица {\displaystyle A[M,M']} (т.е. {\displaystyle |M'|=|M|,M'\subset N}) матрицы {\displaystyle A[M,N]} вырождена, так что для работы симплекс-метода необходимо вводить искусственные переменные, либо исключить одну строку из рассмотрения. При использовании свалки (см. ниже) именно соответствующая ей строка и исключается из рассмотрения.

## Алгоритм
Метод потенциалов является модификацией симплекс-метода, в котором базисная матрица {\displaystyle B[M,N_{B}]} представлена в виде дерева .
Двойственные переменные симплекс-метода для транспортной задачи называются потенциалами.
Потенциалы {\displaystyle P[M]} вычисляются по формуле
{\displaystyle C[N_{B}]=B[M,N_{B}]P[M]} , что эквивалентно
{\displaystyle P[M]=C[N_{B}]B^{-1}[N_{B},M]}
Для дуги {\displaystyle n(i\rightarrow j)\in N_{B}} потенциалы дуг связаны формулой {\displaystyle P[i]+C[n]=P[j]}.
Таким образом, потенциал потребителя равен потенциалу производителя + стоимость перевозки. С экономической точки зрения это можно трактовать как стоимость продукта в точке потребления.
Проверка оптимальности плана {\displaystyle P[i]+C[n]\geq P[j]} легко трактуется с экономической точки зрения — если стоимость продукта в точке потребления больше стоимости в точке производства + цена перевоза, по этой дуге следует везти.
Величина {\displaystyle P[j]-P[i]-C[n]} называется невязкой дуги.
Добавление дуги приводит к возникновению цикла в дереве. Увеличение провоза по вводимой дуге приводит к пересчету потоков в цикле, провоз по одной из дуг при этом уменьшится до нуля. Дугу с нулевым потоком удаляем из базиса, при этом базисный граф остаётся деревом (цикл разрывается).
Остаётся только пересчитать потенциалы — добавить (или вычесть — зависит от направления дуги) ко всем вершинам «повисшей ветки» на величину невязки {\displaystyle P[j]-P[i]-C[n]}
Процесс завершается, когда условие оптимальности {\displaystyle P[i]+C[n]\geq P[j]} выполняется для всех дуг.

## Незамкнутые задачи
Задача замкнута, если сумма производств равна сумме потребления.
Обычно в постановке сумма производства больше суммы потребления.
Для решения незамкнутых задач, а также для простоты получения начального базисного плана используется метод искусственного базиса .  Для этого исходный граф расширяется, вводится «свалка» — дополнительный пункт, на который свозится все лишнее производство за нулевую цену.
Если ввести дуги со свалки в пункты потребления с очень высокой ценой, начальное решение строится тривиально — все производство везем на свалку, все потребление — со свалки.
Дуги на свалку от пунктов производства соответствуют дополнительным переменным в симплекс-методе, а дуги со свалки к пунктам потребления соответствуют искусственным переменным.

## Метод северо-западного угла
Для матричной транспортной задачи возможен другой алгоритм построения начального плана.
1. Выберем какую-либо вершину i.
2. Выберем дугу, инцидентную i. Поток по дуге положим равным минимуму из объёмов производства и потребления на концах дуги. Уменьшим эти объёмы на величину потока по дуге. Вершину с нулевым объёмом устраним из рассмотрения вместе с инцидентными ей дугами. Переходим к пункту 2.
Если вершины производств и потребления перенумерованы и каждый раз выбирается дуга с наименьшим номером, метод называется методом северо-западного угла .

## Несколько замечаний об эффективности алгоритма
Определение выводимой дуги и пересчет потенциалов достаточно эффективно реализуется.
Основным «потребителем» времени становится проверка оптимальности.
Для уменьшения времени на проверку оптимальности применяется несколько приемов.
1. Использование барьера — как только величина невязки больше некоторой величины, дугу вводим в базис, не перебирая остальные дуги. Если дуга не найдена, уменьшаем барьер до максимальной найденной невязки и соответствующую дугу вводим в базис.
2. Циклический просмотр — перебор начинается с того места, на котором остановились в предыдущем просмотре.
3. Выбор «претендентов» — при просмотре выбирается не одна дуга, а несколько. На следующем шаге проверяются только отобранные дуги.
Определитель базисной матрицы всегда равен 1, так что при целочисленных данных задача дает целочисленные решения.

## Ограничения на пропускную способность
Для некоторых дуг {\displaystyle N_{L}} могут быть заданы ограничения на пропускную способность {\displaystyle L[N_{L}]}.
Небольшое усложнение алгоритма может позволить решить задачу с ограничениями на пропускную способность .
найти {\displaystyle min(C[N]x[N])}
при условиях
{\displaystyle A[M,N]x[N]=b[M]}
{\displaystyle E[N_{L},N_{L}]x[N_{L}]+E[N_{L},N_{L}]p[N_{L}]=L[N_{L}]}
Здесь {\displaystyle p[N_{L}]} — дополнительные переменные (вводятся для преобразования неравенства в равенство).
Базис {\displaystyle N_{B}} будет состоять из трех множеств — {\displaystyle N_{BN}}, {\displaystyle N_{BL}} и {\displaystyle N_{BP}}.
где
{\displaystyle N_{BN}} — дуги, соответствующие, обычным ограничениям ({\displaystyle M})
{\displaystyle N_{BL}} — дуги, вышедшие на ограничение на пропускную способность (насыщенные дуги) ({\displaystyle x[N_{L}]})
{\displaystyle N_{BP}} — дуги, не вышедшие на ограничение на пропускную способность (соответствуют дополнительным переменным)({\displaystyle p[N_{L}]})
Базисная матрица имеет вид
{\displaystyle {\begin{bmatrix}A[M,N_{BN}]&A[M,N_{BL}]&0[M,N_{BP}]\\0[N_{BL},N_{BN}]&E[N_{BL},N_{BL}]&0[N_{BL},N_{BP}]\\0[N_{BP},N_{BN}]&0[N_{BP},N_{BL}]&E[N_{BP},N_{BP}]\\\end{bmatrix}}}
Обратная к базисной тогда равна
{\displaystyle {\begin{bmatrix}A^{-1}[N_{BN},M]&-A^{-1}[N_{BN},M]A[M,N_{BL}]&0[M,N_{BP}]\\0[N_{BL},N_{BN}]&E[N_{BL},N_{BL}]&0[N_{BL},N_{BP}]\\0[N_{BP},N_{BN}]&0[N_{BP},N_{BL}]&E[N_{BP},N_{BP}]\\\end{bmatrix}}}
Двойственные переменные вычисляются по формуле
{\displaystyle {\begin{bmatrix}C[N_{BN}]A^{-1}[N_{BN},M]&C[N_{BL}]-C[N_{BN}A^{-1}[N_{BN},M]A[M,N_{BL}]&C[N_{BP}]\end{bmatrix}}}
Здесь
{\displaystyle C[N_{BN}]A^{-1}[N_{BN},M]} — потенциалы (как в стандартном методе потенциалов).
{\displaystyle C[N_{BL}]-C[N_{BN}]A^{-1}[N_{BN},M]A[M,N_{BL}]} — добавочная цена за провоз по насыщенной дуге.
Также ограничение пропускной способности дуги можно добавить небольшой модификацией графа . 
В дугу А->В со стоимостью с и максимальной пропускной способностью p добавляются 2 вершины: C с потреблением -p и D с производством p. Вершины связываются по схеме A->C<-D->B вместо A->B. Дуга A->С имеет стоимость c, дуги C<-D и D->B - нулевую стоимость. Такая схема не позволяет пропустить между пунктами A->B поток больший, чем p.

### Алгоритм
Алгоритм очень похож на стандартный метод потенциалов. Насыщенная дуга должна не удовлетворять критерию оптимальности, в противном случае поток по ней следует уменьшать. Остальные дуги проверяются на критерий так же, как и в стандартном варианте. Так же, как и в стандартном алгоритме, в обоих случаях появляется контур, в котором следует изменять поток (уменьшать для выбранной дуги в случае вывода дуги из насыщенных и увеличивать в случае обычной дуги). При изменении потоков одна из дуг может выйти на 0 (как в стандартном алгоритме) или на верхнюю границу пропускной способности — переводим её в насыщенные.
Аналогично стандартному алгоритму пересчитываются и потенциалы.